# Gloydius saxatilis
Gloydius saxatilis är en ormart som beskrevs av Emelianov 1937. Gloydius saxatilis ingår i släktet Gloydius och familjen huggormar. IUCN kategoriserar arten globalt som livskraftig. Inga underarter finns listade i Catalogue of Life. The Reptile Database listar populationen som synonym till Gloydius intermedius.
Arten förekommer i norra Kina, i Mongoliet, på Koreahalvön och i östra Ryssland. Den lever i kulliga områden och i bergstrakter mellan 200 och 1200 meter över havet. Habitatet utgörs av klippiga områden och av skogar.